# Austin Film Society
Die Austin Film Society in Austin, Texas wurde 1985 unter anderem von Richard Linklater und Lee Daniel gegründet und hat sich dem Arthouse- und Independent-Film verschrieben. 
Zu ihren Vorstandsmitgliedern gehören beziehungsweise gehörten namhafte Filmemacher wie Charles Burnett, Steven Soderbergh und Quentin Tarantino. Die gemeinnützige Organisation betreibt zwei Arthouse-Kinos, ein Gelände mit Filmstudios und eine Kinemathek mit einer bedeutenden Sammlung. Unter dem Dach der Organisation werden internationale Workshops, Seminare, Filmpremieren und die einmal jährlich stattfindenden Texas Film Awards ausgerichtet. 
Im Laufe ihrer Geschichte hat sich die Austin Film Society zu einer hochkarätigen Institution der US-amerikanischen Independent-Filmszene entwickelt.